# 1873 no desporto

## Eventos

### Futebol
- 13 de março - A Associação Escocesa de Futebol é criada.
- 25 de maio - Fundação do Rangers Football Club, na cidade de Glasgow (Escócia).

### Tênis
- O tênis é criado na Inglaterra.

### Xadrez
- 21 de junho a 29 de agosto - Torneio de xadrez de Viena de 1873, vencido por Wilhelm Steinitz.[1]

## Nascimentos
| Data          | Nome           | Profissão          | Nacionalidade  | Observações | Ref   |
| ------------- | -------------- | ------------------ | -------------- | ----------- | ----- |
| 12 de janeiro | Spiridon Louis | maratonista        | Grécia         | m. 1940     | [ 2 ] |
| 14 de outubro | Ray Ewry       | atleta             | Estados Unidos | m. 1937     | [ 3 ] |
| 14 de outubro | Jules Rimet    | presidente da FIFA | France         | m. 1956     | [ 4 ] |
| 5 de novembro | Edwin Flack    | atleta e tenista   | Austrália      | m. 1935     | [ 5 ] |

## Mortes
| Data | Nome | Profissão | Nacionalidade | Observações | Ref |
| ---- | ---- | --------- | ------------- | ----------- | --- |